# Darnagul (metropolitana di Baku)
Darnagul è una stazione della Linea 2 della Metropolitana di Baku, di cui rappresenta uno dei capolinea.
È stata inaugurata il 29 giugno 2011